# 寺町 (尼崎市)
寺町（てらまち）は、兵庫県尼崎市の町名。郵便番号660-0867。

## 地理
阪神本線尼崎駅の南西に位置し、多くの仏教寺院が密集している。

## 歴史
1617年、膳所藩から尼崎藩へ移封された戸田氏鉄が尼崎城築城の際、城域にあたる大物周辺（現・尼崎市大物～東本町）に多くあった寺院を別所村へ集め、一画を寺町とした。
江戸時代初期は20ヶ寺を数えたが、藩主移封に伴う移転などで、現在は3.9haに11ヶ寺が残る。国の重要文化財7件をはじめ、県・市の文化財が多数あり、尼崎市都市美形成条例によって景観の保全・整備が進められた。
なお、全昌寺と本興寺がある区画のみ、現在は開明町3丁目になっている。
「寺町地域散策道」で、平成元年度手づくり郷土賞（歴史をいかした街並み部門）受賞。

## 世帯数と人口
2021年（令和3年）3月31日現在の世帯数と人口は以下の通りである。
| 町丁 | 世帯数 | 人口 |
| ---- | ------ | ---- |
| 寺町 | 50世帯 | 99人 |

## 小・中学校の学区
市立小・中学校に通う場合、学区は以下の通りとなる。
| 番・番地等 | 小学校             | 中学校             |
| ---------- | ------------------ | ------------------ |
| 全域       | 尼崎市立明城小学校 | 尼崎市立成良中学校 |

## 交通

### 鉄道
町内に鉄道駅はない。阪神本線が町域を僅かに通る。最寄駅は阪神尼崎駅で徒歩圏内にある。

### バス
バス路線も町内を通るものはない。鉄道同様に阪神尼崎駅を発着する路線を利用できる。

## 寺院
- 全昌寺 – 曹洞宗、桃源山。戸田家の菩提寺として現・滋賀県大津市に建立され、戸田氏鉄尼崎移封と共に現在地に再建された。
- 本興寺 – 法華宗本門流大本山。細川満元により大物に創建。文化財が多く、塔頭が6院ある、寺町の中心的寺院である。
- 廣徳寺 – 臨済宗、瑞雲山。1390年に言外宗忠が京都大宮から大物へ移した寺院。細川高国切腹の地。
- 甘露寺 – 浄土宗、薬王山。1490年、円誉の創建。沖縄県宮古島に布教所を持つ。
- 法園寺 – 浄土宗、恵光山。1561年、恵光の創建と伝えられる。佐々成政切腹の地で、墓碑がある。
- 大覚寺 – 律宗、月峯山。605年に百済の僧・日羅が建立したと伝えられる、現存する尼崎最古の古刹。
- 長遠寺 – 日蓮宗、大尭山。1350年、日恩が尼崎の北・七ツ松に建立したと言われ、大物に移築した。本堂・多宝塔が国の重要文化財。
- 徧照寺如来院 – 浄土宗、瑞光山。行基が現・尼崎市神崎町に神崎釈迦堂を建立したのが始まりと伝わる。細川高国の菩提寺となり大物に移転した。
- 専念寺 – 浄土宗、十劫山。平重盛が法然の弟子・西仙房心寂を招いて、1177年現・尼崎市長洲東通付近に建立した。重盛の没後、その菩提寺となった。赤門の寺と呼ばれる。
- 常楽寺 – 浄土宗、清閑山。心誉浄雲によって1504年大物に建立された。
- 善通寺 – 時宗、平陽山。16世紀中頃、覚阿の開基。京都金蓮寺の末寺で、近在の時宗寺院の筆頭。

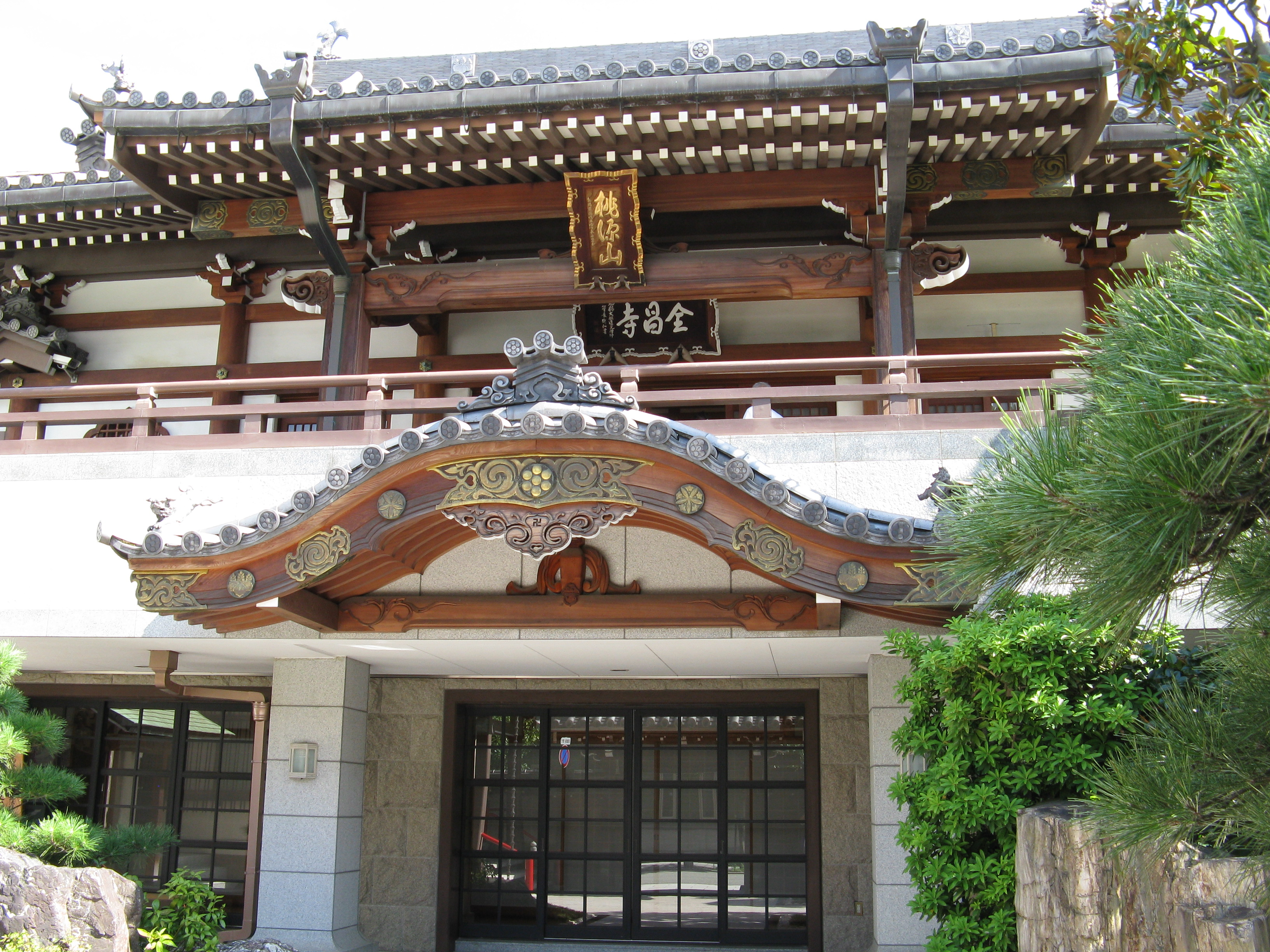
全昌寺
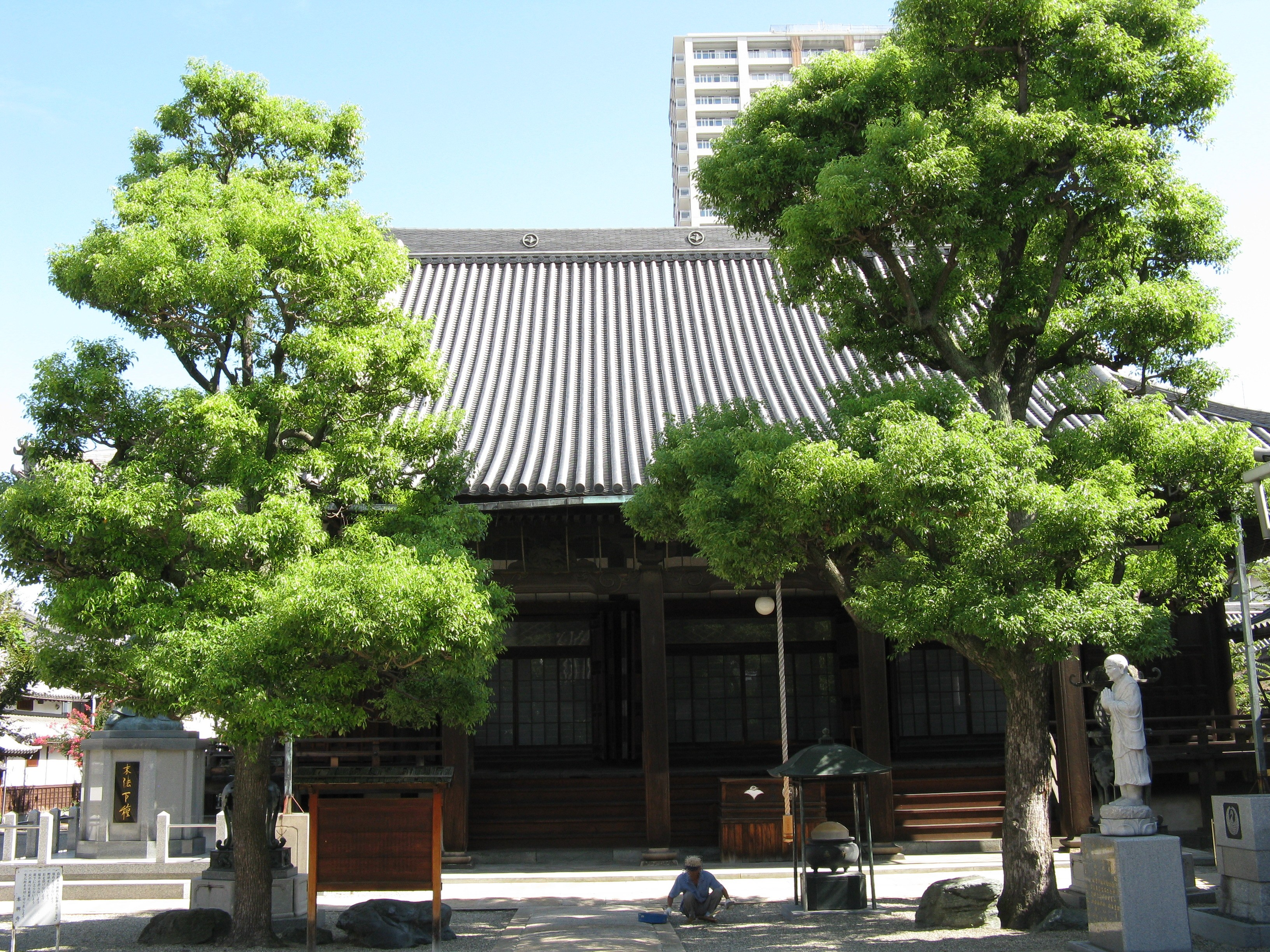
本興寺
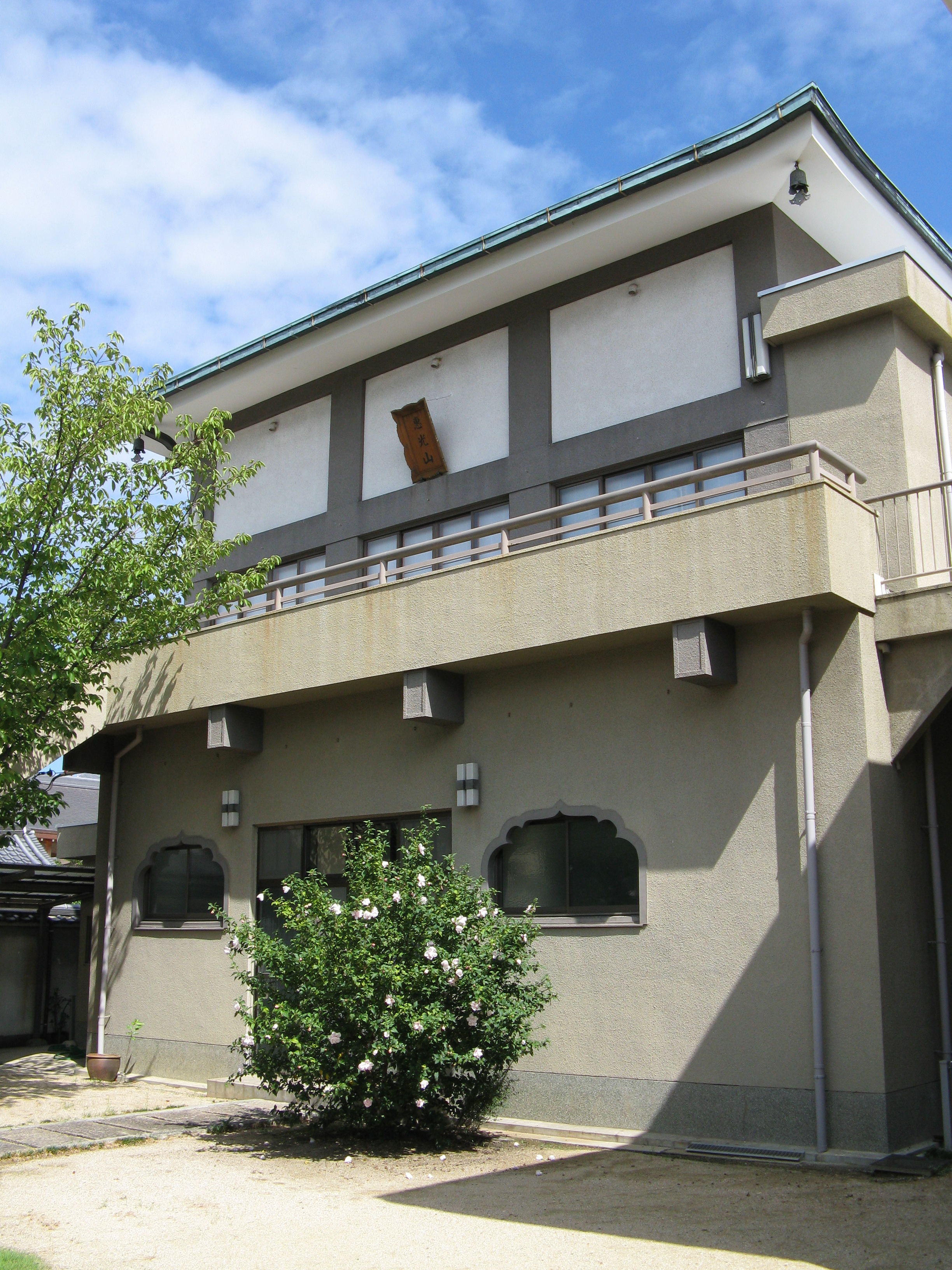
法園寺
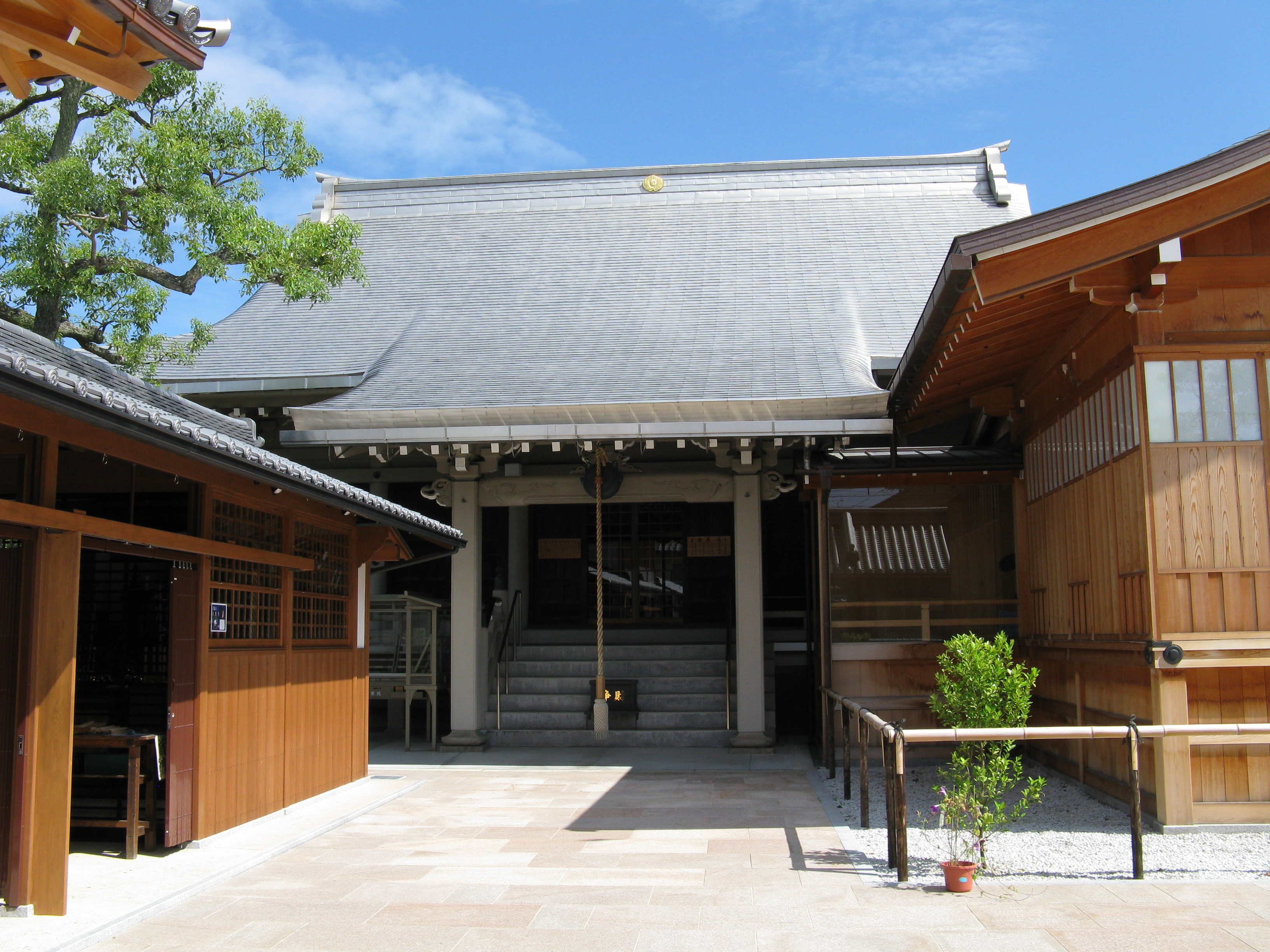
大覚寺
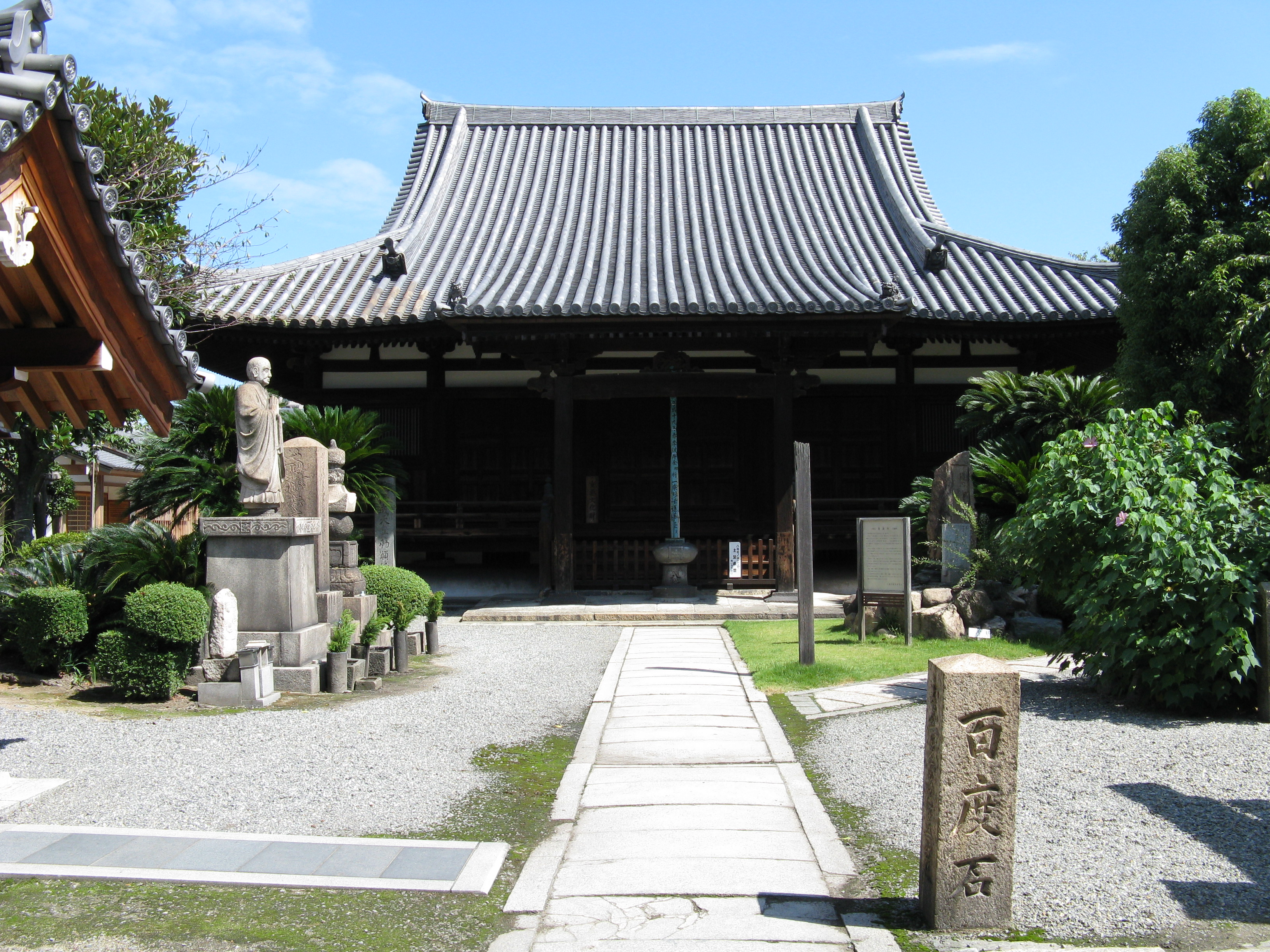
長遠寺
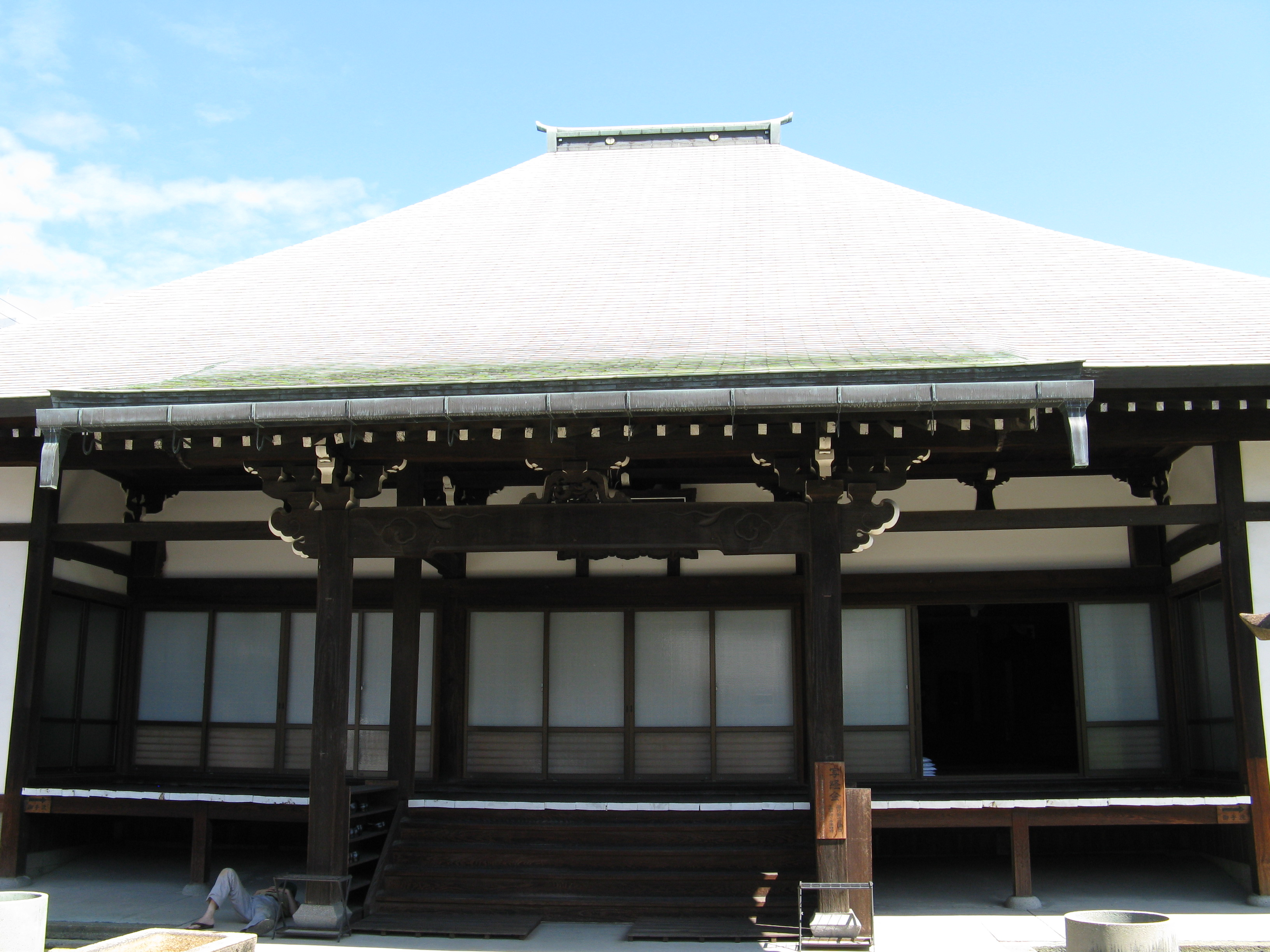
徧照寺如来院
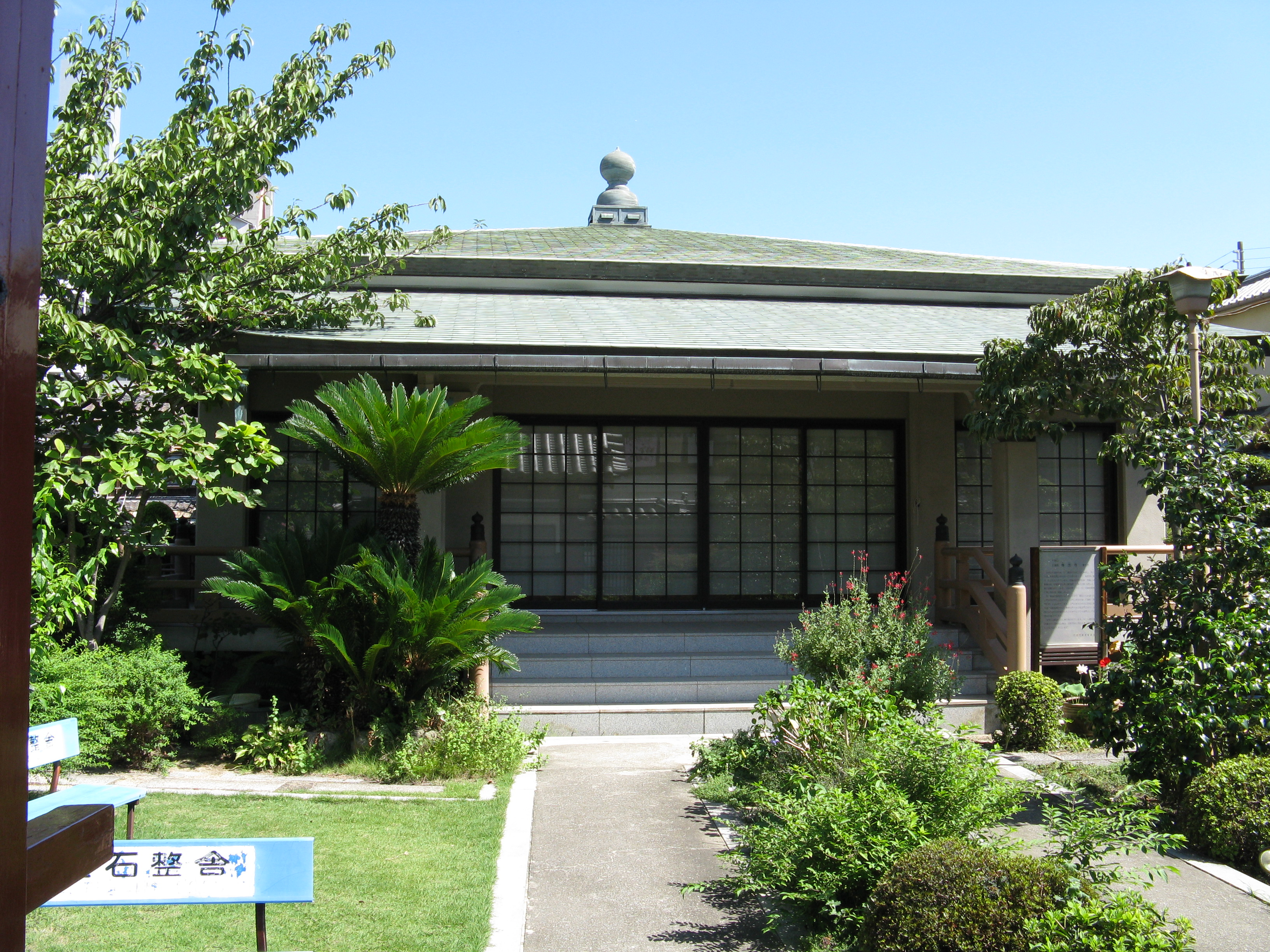
専念寺